# Национално знаме на Чад
Националното знаме на Чад се състои от три вертикално разположени ивици – тъмносиня, жълта и червена. Създадено е през 1959 година, малко след независимостта на страната като от знамето на колониалиста Франция белият цвят е заменен с жълт от панафринаксите цветове. Флагът на Чад е почти идентичен с този на Румъния, и е подобен на тези на Молдова и Андора като разликите между тях са цветовата гама, съотношението на страните и наличието или не на герб върху знамето. Всички споменати национални знамена са създадени по подобие на френския национален трикольор.